# Му, Йорген Энгебретсен
Йорген Энгебретсен Му (норв. Jørgen Engebretsen Moe; 22 апреля 1813[…], Хуле, Бускеруд — 27 марта 1882[…], Кристиансанн, амт Листер-ог-Мандалс) — норвежский писатель и епископ. Наибольшую известность ему принес опубликованный в 1841 году сборник «Норвежские народные сказки» (норв. Norske Folkeeventyr), составленный совместно с Петером Кристеном Асбьёрнсеном.

## Биография
Йорген Энгебретсен Му родился на ферме Му в коммуне Хуле (в фюльке Бускеруд) в семье местного фермера и политика Энгебре Ульсена Му. Впервые встретился с Асбьёрнсеном, когда оба готовились к экзаменам в коммуне Нордерхов, и вскоре будущие составители знаменитого сборника сказок обнаружили общий интерес к фольклору.
Начиная с 1841 года Му почти каждое лето путешествовал в горах на юге Норвегии, собирая материал о традициях местного населения. В 1845 году был назначен профессором теологии в Военной академии. Однако он давно собирался принять духовный сан, и в 1853 году реализовал это намерение. Следующие десять лет прослужил штатным капелланом в церкви Ульберга в Сигдале (сейчас это в Крёдсхераде).
Во время службы в своём первом приходе написал большинство своих известных стихов, например «Den Gamle Mester» и «Sæterjentens Søndag». В 1863 году стал пастором в церкви Брагернеса в Драммене, а в 1870 году стал служить в церкви Вестре Акер близ Христиании. Наконец, в 1875 году Йорген Му стал епископом диоцеза Агдера в Кристиансанне. Прихожане очень уважали его, и проповеди Му оказали большое влияние на современников.
Особое внимание привлекает лирическая поэзия Йоргена Му, представленная небольшим сборником, который вышел в свет в 1850 году. Му считал, что поэтическое произведение должно быть «объектным» в том смысле, что авторское эго удалено из повествования. В то же время он старался построить и удержать словесную эстетику в своих стихотворениях. Из под его пера вышло не так уж много оригинальных стихов, однако в скромном томике Му обнаруживается множество образцов изысканной тонкости и свежести. Он также опубликовал подборку прозы для детей — «I Brønden og i Tjernet» (1851) и «En liden Julegave» (1860). Асбьёрнсен и Му выработали восхитительный стиль повествовательной прозы. Обычно энергичность исходила от Асбьёрнсена, а очарование — от Му, но, похоже, долгая привычка писать «в унисон» выработала у них почти одинаковую манеру литературного повествования.
В 1873 году Йорген Му был произведён в кавалеры I класса ордена Святого Олафа, а в 1881 году стал командором этого ордена. В январе 1882 он оставил свой диоцез из-за проблем со здоровьем и в марте того же года скончался. Его сын Молтке Му (норв. Moltke Moe), один из пятерых детей Йоргена и его жены Йоханны Фредерики Софии Сёренсен (дочери ректора военной академии, где он преподавал в молодости), продолжил дело отца, работая с фольклором, и стал первым в Норвегии профессором-фольклористом в университете Кристиании.

## Влияние на культуру Норвегии
Йорген Му вместе с Петером Кристеном Асбьёрнсеном оказал огромное влияние на норвежскую культуру. Их имена слились для норвежцев с отечественными народными сказками — так же, как братьев Гримм во всём мире связывают с немецкими сказками. Му и Асбьёрнсен не только собрали, сохранили и подготовили для читателя это бесценное наследие, но и повлияли на развитие норвежского языка в целом.
Хотя в других странах тоже есть памятники народной литературы, норвежцы часто утверждают, что их сказания, обработанные Асбьёрнсеном и Му, — одни из самых богатых и оригинальных. Их работы составляют важную часть норвежского самосознания. Такой сказочный персонаж, как Аскеладд (Замарашка), чьи креативность и находчивость всякий раз помогают ему заполучить принцессу и полцарства в придачу, считается типичным именно для Норвегии. Многие стихи Йоргена Му всё ещё живы в памяти соотечественников, не в последнюю очередь благодаря тому, что были положены на музыку. Но его церковные заслуги по большей части забыты.

## Музей Рингерике
В Хёнефоссе, в здании бывшего ректорства Нордерхов, в котором когда-то впервые встретились Му и Асбьёрнсен, ныне располагается краеведческий музей коммун Хуле и Рингерике в фюльке Бускеруд, известный как Музей Рингерике. В его экспозиции и фондах имеется собрание памятных вещей, связанных с Асбьёрнсеном и Му, в том числе коллекция личных вещей Йоргена Му, дочь которого Мари Му (норв. Marie Moe) в 1930-х годах передала в дар музею несколько сотен экспонатов из частного дома её отца.

## Основные работы
- «Samling af Sange, Folkeviser og Stev i norske Allmuedialekter» (1840)
- «Norske Folkeeventyr» (1841—1852) (совместно с П. К. Асбьёрнсеном)
- «Digte» (1849) — стихи
- «I Brønden og i Kjærnet» (1851)
- «At hænge på juletreet» (1855)
- «En liten julegave» (1860)
- «Samlede skrifter» (1877)